# 526

## Události
- 20. květen – zemětřesení v syrské Antiochii, tisíce mrtvých.
- 12. červenec – Felix III. nahradil zesnulého papeže Jana I.
- Athalarich nahradil na ostrogótském trůnu Theodoricha Velikého, vizigótský král Amalarich začal vládnout samostatně.

## Úmrtí
- 18. květen – Jan I., papež
- 20. květen – Eufrosios, patriarcha antiochijský (zemřel při zemětřesení)
- Theodorich Veliký, král Ostrogótů

## Hlavy států
- Papež – Jan I. (523–526) » Felix III. (526–530)
- Byzantská říše – Justinus I. (518–527)
- Franská říše
  - Soissons – Chlothar I. (511–561)
  - Paříž – Childebert I. (511–558)
  - Remeš – Theuderich I. (511–534)
- Anglie (Wessex) – Cerdic (519–534)
- Perská říše – Kavád I. (488–496, 499–531)
- Ostrogóti – Theodorich Veliký (474–526) » Athalarich (526–534)
- Vizigóti – Amalarich (511–531)
- Vandalové – Hilderich (523–530)